# Vườn quốc gia Bükk
Vườn quốc gia Bükk (tiếng Hungary: Bükki Nemzeti Park) là một vườn quốc gia ở vùng núi Bükk, miền bắc Hungary, gần thành phố Miskolc.
Vườn quốc gia Bükk được thành lập năm 1976 và là vườn quốc gia thứ ba của Hungary. Vườn quốc gia này rộng 431,3 km² (trong đó 37,74 km² được tăng cường bảo vệ), là vườn quốc gia lớn nhất của Hungary với dãy núi và các rừng, nằm giữa các thành phố Szilvásvárad và Lillafüred. Các cảnh quan trọng là các thành hệ carxtơ khác nhau của các núi đá vôi: các hang động - có người cư ngụ từ thời tiền sử, các hang hẹp, các hẻm núi.
Vườn quốc gia này có 1 khu gọi là "Rừng khí hậu Vatican" (Vatican Climate Forest) do 1 công ty đền bù thán khí (carbon offsetting company) tặng. Rừng khí hậu Vatican có thể bù lại lượng carbon dioxide mà quốc gia Vatican thải ra trong năm 2007.